# Blue Air
A Blue Air foi uma companhia aérea romena de baixo custo que operava de Bucareste para vários destinos da Europa.
Tinha vários destinos na Europa, como por exemplo: de Faro para Estocolmo ou Lisboa-Bucareste.
Tinha uma frota de 23 aeronaves e um total de 57 destinos.

## História/Inicio

### O Inicio
A Blue Air começou a operar em dezembro de 2004. Inicialmente, a Blue Air operava vôos domésticos e internacionais, embora os serviços domésticos fossem logo descontinuados devido às baixas vendas e à concorrência da TAROM, bem como da Căile Ferate Române, a companhia ferroviária romena. A Blue Air retomou as operações domésticas em 2015, começando com os voos Bucareste-Iasi, seguidos por novas rotas em 2016.

### A venda
Em 12 de abril de 2013, a gerência da Blue Air anunciou que a companhia aérea estava à venda. Em 17 de maio de 2013, a empresa foi comprada por quatro acionistas romenos, e as operações de voo da BlueAir Transport Aerian SA foram transferidas para a Blue Air - Airline Management Solution SRL, empresa que resgatou o negócio com 30 milhões de euros.

### A integração
A Blue Air tornou-se membro pleno da Associação Internacional de Transporte Aéreo (IATA) em 19 de janeiro de 2016. Além disso, a Blue Air recebeu a certificação de Auditoria de Segurança Operacional da IATA (IOSA) em dezembro de 2015 e é membro da ICH (IATA Clearing House).

### Os Hubs
Em março de 2017, a Blue Air iniciou uma base no Aeroporto John Lennon, em Liverpool, operando em 8 destinos em toda a Europa. A Blue Air também criou uma 'Welcome to Liverpool' Livery para a aeronave Boeing 737-800 (YR-BMH). Esta aeronave incluía slogans como "Cool city, Warm welcome" e "Liverpool Music city" para ajudar a usar a aeronave para promover sua nova base em Liverpool, na Inglaterra, pilotando este jato logo pela Europa. Esta aeronave é também a única aeronave especial completa dentro da frota da Blue Air. Em julho de 2017, a Blue Air trocou a aeronave no Aeroporto Internacional de Larnaca, Chipre por uma aeronave Boeing 737-700 menor.
Desde novembro de 2017, com a entrada em vigor da Continuidade Territorial na Sardenha, a Blue Air conectava o aeroporto de Alghero com o Aeroporto de Roma-Fiumicino, rota operada no passado pela extinta Alitalia. A companhia aérea, após uma conferência realizada no aeroporto de Alghero no início de novembro, anunciou que a Riviera del Corallo se tornou sua quarta base internacional de operações, depois das de Torino, Liverpool e Larnaca. 
Em janeiro de 2018, a Blue Air lançou uma nova subsidiária na República Tcheca, conhecida como Blue Air Moravia. A companhia aérea deveria ter iniciado suas operações em março de 2018, no entanto, isso provavelmente não acontecerá devido a alguns problemas entre a empresa e as autoridades tchecas.

## Frota

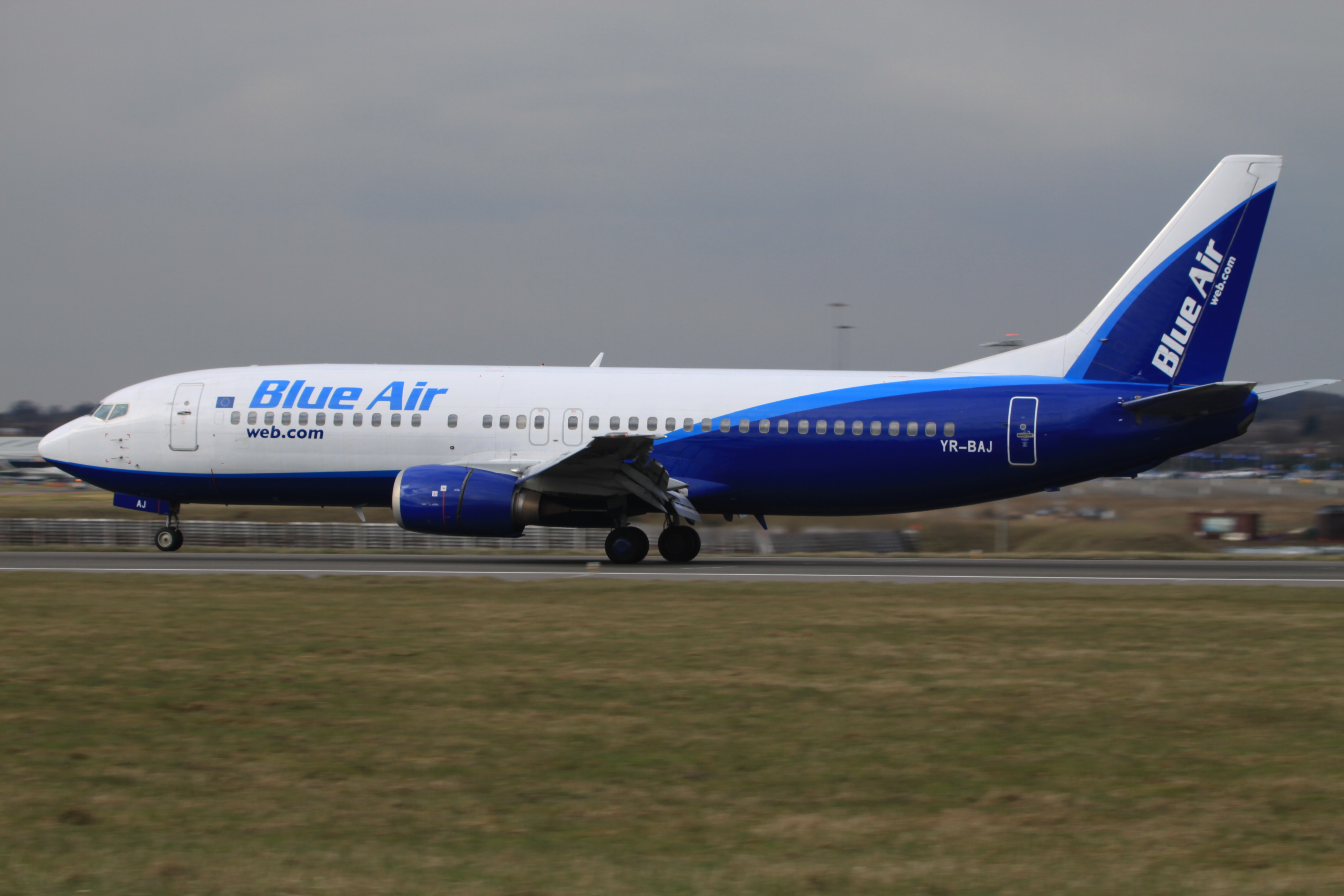

Em julho de 2013, a empresa tinha a segunda frota mais antiga  com sede na Europa, com uma média de 20,5 anos. Tinha principalmente em aeronaves usadas adquiridas ou arrendadas de outras empresas. No entanto, a empresa vai  aposentar os  Boeing 737 em 2019, em troca dos novos modelos Boeing 737 MAX  pedidos que deverão chegar em 2020.
Em novembro de 2021, a frota da Blue Air consiste nas seguintes aeronaves:
| Aeronave         | Em Serviço | Ordens | Passageiros | Notas           |
| ---------------- | ---------- | ------ | ----------- | --------------- |
| Boeing 737-500   | 3          | —      | 120         | Ser aposentado. |
| Boeing 737-700   | 1          | —      | 148         |                 |
| Boeing 737-800   | 6          | —      | 189         |                 |
| Boeing 737 MAX 8 | 5          | 5      | 189         |                 |
| Total            | 15         | 5      |             |                 |

|                | introduzido | Retirados | notas               |
| -------------- | ----------- | --------- | ------------------- |
| Boeing 737-700 | 2015        | 2019      |                     |
| saab 200       | 2009        | 2009      | vendido a Carpatair |